# Индустрия культуры
Индустри́я культу́ры — понятие, которое впервые ввели представители Франкфуртской школы Макс Хоркхаймер и Теодор Адорно в своей знаменитой работе «Диалектика просвещения». По их мнению, индустрия культуры — это целый промышленный аппарат по производству единообразных, стандартизированных новинок в сферах искусства, живописи, литературы, кино и др. Она не несет за собой ценностных ориентиров для человека, не направлена на духовное обогащение и просвещение, являясь, по сути, развлекательным бизнесом. Индустрия культуры понимается как разновидность товара, у которого есть производитель и потребитель. В качестве потребителя выступают массы, которые посредством стандартизированного искусства являются объектом манипулирования в капиталистическом обществе. Порождая ложные потребности, индустрия культуры превращает потребителя в пассивного обывателя, равнодушного даже к собственному экономическому положению, как бы тяжело оно не было.

## Франкфуртская школа
Макс Хоркхаймер и Теодор Адорно являлись основными представителями Франкфуртской Школы, течения в социологии и философии XX века. Свои идеи они черпали из концепций классовой борьбы и идеологии как ложного сознания Маркса, психологической структуры личности Фрейда, диалектики Гегеля, идеи овеществления Лукача, инструментальной рациональности Вебера, критики традиционного мышления Канта. Адорно и Хоркхаймер в своей работе «Диалектика Просвещения» вводят термин индустрии культуры. Новый способ производства культуры, который перерастает в одну из отраслей экономики, рассматривается как механизм осуществления тотальной формы господства организованного общества, своеобразного тоталитарного универсума технической рациональности над человеком. По мнению авторов, индустрия культуры обеспечивает существование капитализма, создает иллюзию свободы, позволяет манипулировать сознанием индивида и порождает деградацию общества. Целью индустрии культуры является прибыль, возникающая благодаря парализации способности к фантазии у потребителя.

## «Диалектика просвещения»
«Диалектика просвещения. Философские фрагменты» (нем. Dialektic der Aufklaerung. Philosophische Fragmente) — это совместная работа немецкого философа, социолога, культуролога и музыкального критика Теодора Адорно(1903—1968) и философа и социолога Макса Хоркхаймера(1895—1973), которую они начали писать в годы Второй мировой войны и впервые опубликовали в 1947 году в Амстердаме и переиздали в 1969 году во Франкфурте-на-Майне. Многие проблемы, обсуждаемые в этой книге и сегодня актуальны, и не кажутся устаревшими.
Авторы анализируют «путь разума», следуя развитию которого, человек стремится подчинить себе природу. В результате «мировое господство над природой оборачивается против самого мыслящего субъекта».[1] Действие отдельного человека обусловливается общими законами индустриального общества. В книге описывается саморазрушение просвещения и его возвращение к мифологии, с которой оно боролось столетиями. Она состоит из нескольких фрагментов. Первый называется «Понятие просвещения». В нем связывается рациональность существования общества с господством над природой. Просвещение рассматривается как цель для избавления от страха перед непонятными явлениями в природе. Далее, ссылаясь на работы Канта, Сада и Ницше, авторы показывают, как просвещение влияет на моральные устои.
В разделе «Культуриндустрия» рассматривается вопрос о том, как средства массовой информации подавляют инициативу и творчество.
В «Элементах антисемитизма» высказывается опасение о возможности возврата просвещенной цивилизации к варварству. «Не просто идеальная, но практическая тенденция к самоуничтожению присуща рациональности с самого начала»[1] — предупреждают Адорно и Хоркхаймер, но не делают конкретных указаний как с этим бороться.

## Рецепция
Теодор Адорно сравнивает понятия рецепция и производство (большее внимание основатель социологии музыки уделяет производству). По Адорно, рецепция — это восприятие обществом искусства. Адорно, отмечает, что созерцание искусства связано непосредственно с разделением труда, то есть отношение общества к искусству предшествует рецепции и оно исходит из сферы производства. Благодаря сфере производства человек непосредственно может объективно судить об общественном содержании произведений искусства. Рецепция опять же предполагает лишь опосредованное созерцание искусства, которое не позволяет в полной мере понять суть произведений искусства. Как говорит, Теодор Адорно, «человеческие реакции сегодня опосредуются все реальностью общества». Адорно пишет: «В большинстве случаев рецепция „стачивает“ те места, где определенное неприятие искусством общества проявлялось особенно заметно». Произведения искусства нейтрализуются после своего критического воздействия в момент своего появления на свет.

## Эволюция искусства в доиндустриальную эпоху
По мнению Адорно, в обществе бытует мнение об отрицании прогресса в искусстве. Но он отмечает, эволюция проявляется в искусстве, так, же как и в обществе — или в меньшей или в большей степени. Искусство в глазах Гегеля — подвержено исчезновению, но как видно, этого не случилось. Но конец так и не наступил, наоборот, оно продолжает существовать и развиваться. Произведения искусства живут, преодолевая трудности и неизменность.
Эволюцию и прогресс признать можно, но не в плане качества. Сравнивать произведения искусства между собой, значит превращать их в продукты индустрии культуры. Чем больше разница между ними, тем несоизмеримее они становятся. «Сравнимыми они становятся лишь в процессе взаимного уничтожения, жизнью своей, реализуя свою смертность»

## Искусство в индустриальную эпоху
По мнению Адорно, в индустриальную эпоху в искусстве происходит конфликт между эстетическим и экономическим аспектами.
«Радикальная индустриализация искусства, его всемерное приспособление к достигнутым техническим стандартам приходит в коллизию с теми факторами в искусстве, которые сопротивляются включению его в общую систему общественно-экономических отношений». Техника, а именно, технический прогресс поглощает практически все сферы, подчиняется всем его законам, тогда как, искусство переживает негативное влияние, произведения терпят ущерб, подвергаясь технической обработке.
Произведения искусства стирают границы между собой и эмпирической действительностью, за счет внутриэстетической целесообразности, а именно, соответствию явления или процесса определенному состоянию. Культ технической производительной силы менее всего допустим в искусстве. «Неверно оценивается как адекватное отношение искусства к развитию техники, так и изменение конститутивных для искусства методов познания, которые находят своё отражение в произведениях искусства. Вопрос касается мира эстетических образов — доиндустриальному миру нет спасения, он неиминуемо должен погибнуть. Мир образов, насквозь историчный, исчезает из поля зрения в результате создания вымышленного мира, приглушающего остроту отношений, в которых живут люди». Искусство в эпоху индустриализации потеряло возможность вбирать в себя нетронутую природу, а постиндустриализация в представлении предстает как эпоха мертвой жизни, смерти.

## Искусство сегодня
По мнению Адорно, классическое, элитное искусство уходит на второй план, в то время, как его вытесняют «жалкие» пародии и развлекающие мероприятия. Современное общество создаёт примитивные «картины» из того, что ранее было элитарным, искусство переживает тенденцию к регрессу: «отношение к искусству, типичное для эпохи, носит регрессивный характер». Как полагал Адорно, превращение элитарного искусства во что-то обыденное и ходовое подобно тому, как чувства и внутренний мир индивида сравнивается по своей «сложности» с потреблением пищи.
«Страстное желание все пощупать собственными руками, не дать произведению быть тем, что оно есть, тщательно „приготовить“ его по своим собственным шаблонам и критериям, уменьшить дистанцию между ним и потребителем…»

## Освобождение от индустрии культуры
Индустрия культуры привела к тому, что индивид утратил свою уникальность. Ценности, насаждаемые индустрией культуры, являются настолько примитивными и единообразными, что они подходят для каждого человека. Под влиянием индустрии культуры индивиды утрачивают свою «самость» и начинают мыслить навязанными им клише. Чтобы избежать этого, Адорно и Хоркхаймер предлагают индивиду мыслить критически, индивидуально познавать существующую реальность, не принимать ограниченный индустрией культуры образ «истины».

## Исследования по индустрии культуры
В изучении культуры индустрии и массовой коммуникации можно выделить два основных исторически сложившихся этапа.
Первый этап является фундаментальным. Начался он в первобытные времена, когда люди начали изучать различные коммуникативные знаки и символы, которые впоследствии приобрели массовый характер. По мере того, как в мире появлялись новые и усовершенствованные средства массовой коммуникации, происходит развитие индустрии культуры, так как она, как известно, в первую очередь ориентируется на общественные массы. Именно массовое сознание является основным способом социального взаимодействия и передачи информации.
Второе теоретическое направление развивают как зарубежные, так и российские исследователи.
Так, например, американский социолог Ч. Р. Миллс рассматривал культуриндустрию, как способ воздействия властных элит на массы.
Другой исследователь, Жан Бодрийяр поддерживает теорию Адорно и Хоркхаймера и развивает мысль о рождении новой культуры. Теоретик называет современное общество обществом потребления. Поддаваясь стадному чувству, люди потребляют то, что им навязывают по телевидению, радио и т. д. Таким образом, по Бодрийяру, современная реальность теперь — это то, что массы видят и слышат из средств массовой информации.

## Влияние индустрии культуры на массовое сознание
Представители франкфуртской школы были первыми, кто попытался проанализировать массовую культуру как средства манипуляции и подавления личности.
Индустрия культуры рассматривалась как орудие осуществления «тотальной» формы господства «организованного общества» — своеобразного «тоталитарного универсума» «технологической рациональности» — над человеком.
Если человек часто встречает рекламу на плакатах в городе, если он слышит её по телевизору или радиоприемнику, то находясь в магазине, он невольно ловит себя на том, что ему хочется купить данный продукт и попробовать, ведь он такой полезный и нужный.
Просмотрев ряд различных фильмов про счастливую жизнь, или про боевые подвиги героев, человек начинает свою жизнь строить так, как он видел в фильмах: люди носят похожую одежду, меняют обстановку в квартире, присваивают элементы движений, мимики и т. д. Люди пытаются скопировать то, что видели.